# Leonie Rysanek
Leonie Rysanek (Vienna, 14 novembre 1926 – Vienna, 7 marzo 1998) è stata un soprano austriaco.

## Biografia
Nata da madre austriaca e padre ceco, in una famiglia di cantanti lirici (il fratello Kurt fu baritono e la sorella Lotte anch'essa soprano), studiò canto nella sua città con Alfred Jerger e Rudolf Grossmann, debuttando nel 1949 a Innsbruck come Agathe ne Il franco cacciatore.
Seguì nel 1951 la scrittura alla prima ripresa postbellica del Festival di Bayreuth, con la direzione di Herbert von Karajan, nel ruolo di Sieglinde, che fu uno dei preferiti. Da allora divenne uno dei punti di forza del "nuovo" festival lungo tutta la carriera. Apparve inoltre regolarmente alla Staatsoper di Vienna dalla riapertura nel 1954 fino all'86.
Esordì alla Scala nel 1954 e nel 1959 fece un altro debutto fondamentale: quello al Metropolitan Opera di New York in una storica ripresa del Macbeth verdiano, nel quale sostituì Maria Callas. Nel teatro americano fu presente regolarmente per oltre un trentennio, fino al 1996, in 300 rappresentazioni.
Il repertorio abbracciò in primis l'opera tedesca, in particolare il repertorio wagneriano (La valchiria, Tannhäuser, Lohengrin, Parsifal, L'olandese volante) e, in modo ancor più distintivo, quello straussiano (Chrysothemis in Elettra, Salomè, l'Imperatrice ne La donna senz'ombra, Marschallin ne Il cavaliere della rosa), oltre a Fidelio. Fu notevolmente attiva anche nell'opera italiana, prevalentemente verdiana (Macbeth, Nabucco, Un ballo in maschera, Don Carlo, Aida, La forza del destino, Otello), e in alcuni titoli pucciniani (Tosca, Turandot).
La carriera fu lunghissima e vide, negli ultimi anni, il passaggio a ruoli di mezzosoprano, come la Contessa ne La dama di picche, Ortrud in Lohengrin, Erodiade in Salomè, Clitemnestra in Elettra, con cui si congedò dal pubblico a Salisburgo nel 1996.

## Repertorio
| Ruolo                            | Titolo                  | Autore     |
| -------------------------------- | ----------------------- | ---------- |
| Leonore                          | Fidelio                 | Beethoven  |
| Tatjana                          | Eugene Onegin           | Čajkovskij |
| La Contessa                      | La dama di picche       | Čajkovskij |
| Medea                            | Medea                   | Cherubini  |
| Kostelnička                      | Jenůfa                  | Janáček    |
| Kataniča                         | Káťa Kabanová           | Janáček    |
| Santuzza                         | Cavalleria rusticana    | Mascagni   |
| Donna Elvira                     | Don Giovanni            | Mozart     |
| Gioconda                         | La Gioconda             | Ponchielli |
| Floria Tosca                     | Tosca                   | Puccini    |
| Turandot                         | Turandot                | Puccini    |
| Milada                           | Dalibor                 | Smetana    |
| Erodiade Salomè                  | Salome                  | Strauss    |
| Clitennestra Crisotemide Elettra | Elektra                 | Strauss    |
| La Marescialla                   | Der Rosenkavalier       | Strauss    |
| Ariadne/Primadonna               | Ariadne auf Naxos       | Strauss    |
| L'Imperatrice                    | Die Frau ohne Schatten  | Strauss    |
| Elena                            | Die ägyptische Helena   | Strauss    |
| Danae                            | Die Liebe der Danae     | Strauss    |
| Abigaille                        | Nabucco                 | Verdi      |
| Lady Macbeth                     | Macbeth                 | Verdi      |
| Gilda                            | Rigoletto               | Verdi      |
| Amelia                           | Un ballo in maschera    | Verdi      |
| Donna Leonora di Vargas          | La forza del destino    | Verdi      |
| Elisabetta di Valois             | Don Carlo               | Verdi      |
| Aida                             | Aida                    | Verdi      |
| Desdemona                        | Otello                  | Verdi      |
| Senta                            | Der fliegende Holländer | Wagner     |
| Elisabeth                        | Tannhäuser              | Wagner     |
| Elsa von Brabant Ortrud          | Lohengrin               | Wagner     |
| Brünnhilde Sieglinde             | Die Walküre             | Wagner     |
| Brünnhilde Gutrune               | Götterdämmerung         | Wagner     |
| Kundry                           | Parsifal                | Wagner     |
| Agathe                           | Der Freischütz          | Weber      |
| Rezia                            | Oberon                  | Weber      |

## Discografia

### Incisioni in studio
- La valchiria, con Ferdinand Frantz, Ludwig Suthaus, Gottlob Frick, dir. Wilhelm Furtwängler - HMV 1954
- Fidelio, con Ernst Haefliger, Gottlob Frick, Dietrich Fischer-Dieskau, Irgmard Seefried, dir. Ferenc Fricsay - DG 1957
- Arianna a Nasso, con Roberta Peters, Sena Jurinac, Jan Peerce, Walter Berry, dir. Erich Leinsdorf - RCA 1959
- Macbeth, con Leonard Warren, Jerome Hines, Carlo Bergonzi, dir. Erich Leinsdorf - RCA 1959
- Otello, con Jon Vickers, Tito Gobbi, dir. Tullio Serafin - RCA 1960
- L'olandese volante, con Giorgio Tozzi, Karl Liebl, Rosalind Elias, George London, Richard Lewis, dir. Antal Doráti - Decca 1960
- La valchiria, con Theo Adam, James King, Gerd Niensted, Annelies Burmeister, dir. Karl Böhm - Philips 1967
- La donna senz'ombra, con Birgit Nilsson, James King, Ruth Hesse, Walter Berry, dir. Karl Bohm DG 1977

### Registrazioni dal vivo
- Lohengrin, con Sándor Kónya, Astrid Varnay, Ernest Blanc, Kieth Hengen, Eberhard Waechter, dir. André Cluytens - Bayreuth 1958 ed. Myto/Golden Melodram
- La valchiria, con Hans Hotter, Jon Vickers, Josef Greindl, Rita Gorr, dir. Hans Knappertsbusch - Bayreuth 1958 ed. Melodram/Arkadia/Golden Melodram
- L'olandese volante, con George London, Josef Greindl, Fritz Uhl, dir. Wolfgang Sawallisch - Bayreuth 1959 ed. Melodram/Opera D'Oro
- Don Carlo, con Giulio Gari, Jerome Hines, Robert Merrill, Blanche Thebom, dir. Fausto Cleva - Met 1959 ed. Melodram
- Nabucco, con Cornell MacNeil, Cesare Siepi, Eugenio Fernandi, dir. Thomas Schippers - Met 1960 ed. Melodram/Walhall
- Un ballo in maschera, con Carlo Bergonzi, Robert Merrill, Jean Madeira, dir. Nello Santi - Met 1962 ed. Nuova Era/Frequenz/Opera Lovers
- Tosca, con Flaviano Labò, Gabriel Bacquier, dir. Argeo Quadri - Vienna 1963 ed. HRE
- Tosca, con Flaviano Labò, Gabriel Bacquier, dir. Nello Santi - Met 1964 ed. House of Opera

## Video
- Elettra, con Birgit Nilsson, Mignon Dunn, Robert Nagy, dir. James Levine, regia di Paul Mills - dal vivo Met 1980 - DVD Deutsche Grammophon